# Les Aventures d'Alex Russac
Les Aventures d'Alex Russac est une série de bande dessinée française créée par l'auteur Alain Garrigue.

## Albums
- Tome 1 : Le Destin perdu d'Argentino Diaz (1990)
- Tome 2 : Le Cirque de dieu (1991)
- Tome 3 : Samizdat (1992)
- Tome 4 : Le Sacrifice Fong (1994)

## Publication
- Delcourt (Collection Conquistador) : Tomes 1 à 4 (première édition des tomes 1 à 4).